# Rim Jong-sim
Rim Jong-sim (림정심?; Pyongyang, 5 febbraio 1993) è una sollevatrice nordcoreana, vincitrice della medaglia d'oro alle Olimpiadi di Londra 2012 e Rio de Janeiro 2016.

## Palmarès
- Giochi olimpici

Londra 2012: oro nei 69 kg.
Rio de Janeiro 2016: oro nei 75 kg.
- Mondiali

Almaty 2014: bronzo nei 75 kg.
Houston 2015: argento nei 75 kg.
Aşgabat 2018: argento nei 76 kg.
Pattaya 2019: oro nei 76 kg.
- Giochi asiatici

Incheon 2014: bronzo nei 75 kg.
Giacarta 2018: oro nei 75 kg.
- Campionati asiatici

Ningbo 2019: oro nei 76 kg.